# Гоблины
Го́блин (англ. goblin, фр. gobelin) — мифическое человекоподобное создание, живущее, согласно западноевропейской мифологии, в подземных пещерах и не переносящее солнечного света.

## Этимология
Слово происходит от старонормандского gobelin, которое восходит к лат. gobelinus от др.-греч. κόβαλος — «плут», «бес». От того же корня происходит и «кобольд».

## Внешний вид
Внешность описывается по-разному, но достоверно одно, гоблины — одни из самых уродливых созданий в европейской мифологии. Они антропоморфны, но рост варьируется от фута до двух метров. Впрочем, гоблины умеют превращаться в людей, но три элемента их внешности остаются неизменными: длинные уши, страшные, похожие на кошачьи, глаза, и длинные когти на руках. Уши гоблины прячут под шапку, когти — в перчатки, а вот глаза им никак не скрыть, поэтому, по преданию, узнать их можно по глазам.

## В современной культуре
По версии английского сказочника Джорджа Макдональда, когда-то гоблины жили на поверхности и были такими же, как и люди. Но король, который правил тогда, за что-то их невзлюбил, и им пришлось прятаться. За долгие века, проведённые под землёй, эти люди сильно изменились, и их стали называть гоблинами.
В современном фэнтези образ гоблинов сложился благодаря Джону Толкину и его повести «Хоббит». В ней он вывел гоблинов как грубых, жестоких подземных жителей, которые боятся солнца. В продолжении повести, романе «Властелин колец», этот же народ преимущественно называют орками. Толкин использовал эти слова как взаимозаменяемые. Но у некоторых других авторов фэнтези, например, во вселенных Forgotten Realms и WarCraft гоблины и орки — разные народы, хотя и родственные.
В книгах про Гарри Поттера гоблины живут и работают в волшебном банке Гринготтс.
Зелёный гоблин из вселенной Marvel — враг Человека-паука.